# Игнатьева, Саргылана Семёновна
Саргылана Семёновна Игна́тьева (род. 24 июня 1963, Чаппанда, Якутская АССР, РСФСР, СССР) — ректор ФГОУ ВПО «Арктический государственный институт культуры и искусств» (с 2008). По профессии историк, кандидат педагогических наук (2002), заслуженный работник высшей школы Российской Федерации (2022).

## Биография
Окончила Комсомольский-на-Амуре государственный педагогический институт (1985) и Российскую академию государственной службы при Президенте РФ (2007).
В 1990 г. начала свою трудовую деятельность в сфере культуры в Едином научно-методическом центре народного творчества и культурно-просветительной работы (ЕНМЦ) Министерства культуры Республики Саха (Якутия) методистом по детскому творчеству.
В 1994 г. назначена заместителем директора Колледжа культуры и искусства Республики Саха (Якутия) и заведующей Учебно-консультационным пунктом (УКП) Восточно-Сибирской государственной академии культуры и искусств (ВСГАКИ), назначена деканом Якутского факультета ВСГАКИ и с 1999 г. — директором представительства ФГОУ ВПО ВСГАКИ.
С 2000—2008 гг. работала деканом факультета информационных, библиотечных технологий и менеджмента культуры Арктического государственного института культуры и искусств. В 2008 г. избрана ректором ФГОУ ВПО «Арктический государственный институт искусств и культуры».
В АГИКИ возглавляет научное направление, связанное с развитием теории человеческого капитала и её применением в сфере культуры, работает над докторской диссертацией по теме «Человеческий капитал культурной модернизации Арктики на примере Республики Саха (Якутия)».
Замужем, имеет троих детей.

## Награды и звания
- Заслуженный работник высшей школы Российской Федерации (14 ноября 2022 года) — за заслуги в научно-педагогической деятельности, подготовке квалифицированных специалистов и многолетнюю добросовестную работу[1]
- Почетная грамота Правительства Республики Саха (Якутия) (2004)
- Почетный работник высшего профессионального образования Российской Федерации (2009)
- Отличник молодёжной политики Республики Саха (Якутия) (2010)
- Действительный член Международной академии информатизации (2012)
- Залуженный работник культуры Республики Саха (Якутия) (2013)
- Член-корреспондент Российской академии естественных наук
- Почетный гражданин Чаппандинского наслега Нюрбинского улуса
- Почетная грамота Главы Республики Саха (Якутия) (2018)